# Liste der Mitglieder des österreichischen Verfassungsgerichtshofs
Diese Liste enthält alle Personen, die seit dessen Gründung im Jahre 1919 zu Mitgliedern oder Ersatzmitgliedern des österreichischen Verfassungsgerichtshofs ernannt wurden. Im zweiten Abschnitt findet sich darüber hinaus auch eine Liste der bisherigen Präsidenten des Verfassungsgerichtshofs. Der dritte Abschnitt beinhaltet eine grafische Darstellung der Abfolge der österreichischen Verfassungsrichter seit dem Jahr 1946.
Der Verfassungsgerichtshof besteht aus einem Präsidenten, einer Vizepräsidentin und zwölf weiteren Mitgliedern. Außerdem sind weitere sechs Ersatzmitglieder bestellt, die fallweise bei Verhinderung der Mitglieder herangezogen werden. Alle Mitglieder und Ersatzmitglieder des VfGH werden seit 1921 vom Bundespräsidenten ernannt, wobei dieser an Vorschläge dreier Organe gebunden ist: Den Präsidenten und den Vizepräsidenten sowie sechs weitere Mitglieder und drei Ersatzmitglieder schlägt die Bundesregierung vor, drei Mitglieder und zwei Ersatzmitglieder der Nationalrat und drei weitere Mitglieder und ein Ersatzmitglied der Bundesrat.
Um als Verfassungsrichter vorgeschlagen werden zu können, muss ein juristisches Studium absolviert worden sein und eine zehnjährige juristische Berufserfahrung vorgewiesen werden können. Die Bundesregierung darf bei ihrem Vorschlag im Gegensatz zu National- und Bundesrat keine Rechtsanwälte oder Notare anführen. In aller Regel entstammen die Mitglieder des VfGH der Anwaltschaft, der Richterschaft, dem Kreis der Rechtsprofessoren sowie jenem der Verwaltungsbeamten. VfGH-Mitgliedern sind die richterlichen Garantien (Unabhängigkeit, Unversetzbarkeit, Unabsetzbarkeit) verfassungsgesetzlich gewährleistet. Sie üben ihr Amt grundsätzlich vom Tag ihrer Bestellung bis zum Ende des Jahres aus, in dem sie das 70. Lebensjahr vollenden.

## Liste aller Mitglieder
- Name (Lebensdaten): Nennt den Namen des Mitglieds. In Klammern stehen bei noch lebenden Mitgliedern das Geburtsjahr und bei bereits verstorbenen Mitgliedern das Geburts- und Sterbejahr (soweit bekannt). Die Namen der aktuell amtierenden Mitglieder des Verfassungsgerichtshofs sind in Fettschrift gesetzt.
- Bestellung: Gibt den Zeitpunkt der Bestellung des jeweiligen Mitglieds an. Diese erfolgte im Fall des provisorischen Verfassungsgerichtshofs (1919/20) durch den Staatsrat und ab 1921 durch den Bundespräsidenten (Art. 147 Abs. 2 B-VG).
- Vorschlag: Zur Ernennung der Mitglieder des Verfassungsgerichtshofs hat für den Präsidenten, den Vizepräsidenten, sechs weitere Mitglieder und drei Ersatzmitglieder die Bundesregierung einen Vorschlag zu erstatten, für drei Mitglieder und zwei Ersatzmitglieder der Nationalrat und für weitere drei Mitglieder und ein Ersatzmitglied der Bundesrat (Art. 147 Abs. 2 B-VG).[1]
- Ausscheiden: Gibt den letzten Tag der Amtszeit an. Bei amtierenden Mitgliedern wird das voraussichtliche Ende der Amtszeit gemäß Art. 147 Abs. 6 B-VG (31. Dezember des Jahres, in dem die Altersgrenze von 70 Jahren erreicht wird)[1] genannt und kursiv gesetzt.
- Position: Der Verfassungsgerichtshof besteht aus jeweils einem Präsidenten, einem Vizepräsidenten, zwölf weiteren Mitgliedern und sechs Ersatzmitgliedern (Art. 147 Abs. 1 B-VG).[1] In Klammern ist angegeben, wie lange die Position jeweils ausgeübt wurde, es sei denn, die Position wird aktuell ausgeübt.

| Name (Lebensdaten)                    | Bestellung                  | Vorschlag                 | Ausscheiden                      | Position                                                             | Anmerkungen |
| ------------------------------------- | --------------------------- | ------------------------- | -------------------------------- | -------------------------------------------------------------------- | --- |
| Markus Achatz (* 1960)                | 9. Jan. 2013                | Nationalrat               | 31. Dez. 2030                    | Mitglied                                                             | – |
| Ludwig Adamovich junior (1932–2024)   | 1. Jan. 1984                | Bundesregierung           | 31. Dez. 2002                    | Präsident (1984–2002)                                                | Ernennung am 12. Dezember 1983 mit Wirksamkeit vom 1. Jänner 1984 |
| Ludwig Adamovich senior (1890–1955)   | 16. Feb. 1930 14. Dez. 1945 | Bundesregierung           | 14. Juli 1934 23. September 1955 | Mitglied (1930–1934) Vizepräsident (1945–1946) Präsident (1946–1955) | Zwischen 1934 und 1938 Mitglied des Verfassungssenates des Bundesgerichtshofs 1945/46 Vizepräsident des provisorischen Verfassungsgerichtshofs, ab 1946 auf Vorschlag der Bundesregierung ernannter Präsident                                                          |
| Max Adler (1873–1937)                 | 30. Dez. 1924               | Bundesrat                 | 15. Feb. 1930                    | Ersatzmitglied (1924–1930)                                           | – |
| Walter Antoniolli (1907–2006)         | 1. Jan. 1951                | Bundesregierung           | 3. Okt. 1977                     | Mitglied (1951–1957) Vizepräsident (1957–1958) Präsident (1958–1977) | Ernennung zum Mitglied am 27. Dezember 1950 mit Wirksamkeit vom 1. Jänner 1951 Ernennung zum Vizepräsidenten am 23. März 1957 Ernennung zum Präsidenten am 12. Februar 1958                                                                                            |
| Friedrich Austerlitz (1862–1931)      | 14. Feb. 1919               | Nationalrat               | 15. Feb. 1930                    | Ersatzmitglied (14. Feb.–3. Mai 1919) Mitglied (1919–1930)           | – |
| Nikolaus Bachler (* 1967)             | 4. Feb. 2009                | Bundesregierung           | 31. Dez. 2037                    | Ersatzmitglied                                                       | – |
| Eleonore Berchtold-Ostermann (* 1947) | 20. Jan. 1997               | Bundesrat                 | 31. Dez. 2017                    | Mitglied (1997–2017)                                                 | – |
| Franz Berger (1897–1975)              | 15. Feb. 1956               | Bundesrat                 | 31. Dez. 1967                    | Mitglied (1956–1967)                                                 | – |
| Julius Berger                         | 16. Feb. 1930               | Bundesrat                 | 14. Juli 1934                    | Ersatzmitglied (1930–1934)                                           | ab 16. Februar 1930 auf Vorschlag des Bundesrats ernanntes Ersatzmitglied des „entpolitisierten“ VfGH |
| Edmund Bernatzik (1854–1919)          | 14. Feb. 1919               | –                         | 30. März 1919                    | Mitglied (1919)                                                      | 1919 Mitglied des provisorischen Verfassungsgerichtshofs |
| Matthias Bernegger                    | 27. Apr. 1920               | Bundesrat Bundesregierung | 23. Mai 1933                     | Ersatzmitglied (1920–1930) Mitglied (1930–1933)                      | 1920–1921 Ersatzmitglied des provisorischen Verfassungsgerichtshofs ab 20. Juli 1921 auf Vorschlag des Bundesrats ernanntes Ersatzmitglied des (definitiven) VfGH ab 16. Februar 1930 auf Vorschlag der Bundesregierung ernanntes Mitglied des „entpolitisierten“ VfGH |
| Brigitte Bierlein (1949–2024)         | 1. Jan. 2003                | Bundesregierung           | 2. Juni 2019                     | Vizepräsidentin (2003–2018) Präsidentin (2018–2019)                  | Ernennung zur Vizepräsidentin am 28. November 2002 mit Wirksamkeit vom 1. Jänner 2003 Ernennung zur Präsidentin am 23. Februar 2018 Amtsniederlegung am 2. Juni 2019 um Bundeskanzlerin der Übergangsregierung zu werden                                               |
| Alfred Bloch (1861–1926)              | 8. Apr. 1919                | Nationalrat               | 23. Apr. 1926                    | Ersatzmitglied (1919–1926)                                           | 1919–1921 Ersatzmitglied des provisorischen Verfassungsgerichtshofs, ab 15. Juli 1921 auf Vorschlag des Nationalrats ernanntes Ersatzmitglied des (definitiven) VfGH                                                                                                   |
| Wolfgang Brandstetter (* 1957)        | 27. Feb. 2018               | Bundesregierung           | 7. Juni 2021                     | Mitglied (2018–2021)                                                 | – |
| Wolfgang Burtscher (* 1959)           | 28. Jan. 2005               | Bundesregierung           | 30. Apr. 2005                    | Mitglied (2005)                                                      | – |
| Armin Dietrich (1909–1995)            | 27. Juli 1966               | Nationalrat               | 31. Dez. 1979                    | Ersatzmitglied (1966–1979)                                           | – |
| Robert Dinnebier (1907–1971)          | 15. März 1957               | Bundesregierung           | 15. Jan. 1971                    | Mitglied (1957–1971)                                                 | – |
| Johann Dostal (1901–1982)             | 14. Dez. 1945               | Nationalrat               | 31. Dez. 1971                    | Mitglied (1945–1971)                                                 | 1945/46 Mitglied des provisorischen Verfassungsgerichtshofs, ab August 1946 auf Vorschlag des Nationalrats ernanntes Mitglied |
| Ernst Durig (1870–1965)               | 16. Feb. 1930 14. Dez. 1945 | Bundesregierung           | 14. Juli 1934 17. Juni 1946      | Präsident (1930–1934, 1945–1946)                                     | Zwischen 1934 und 1938 Präsident des Bundesgerichtshofs 1945/46 Präsident des provisorischen Verfassungsgerichtshofs |
| Hermann Eckel                         | 16. Feb. 1930               | Nationalrat               | 14. Juli 1934                    | Mitglied (1930–1934)                                                 | ab 16. Februar 1930 auf Vorschlag des Nationalrats ernanntes Mitglied des „entpolitisierten“ VfGH |
| Godehard Josef Ebers (1880–1958)      | Juni 1946                   | Bundesregierung           | 31. Dez. 1950                    | Mitglied (1946–1950)                                                 | – |
| Arnold Eisler (1879–1947)             | 3. Mai 1919                 | Bundesrat                 | 15. Feb. 1930                    | Ersatzmitglied (1919–1924) Mitglied (1924–1930)                      | 1919–1921 Ersatzmitglied des provisorischen Verfassungsgerichtshofs, ab 20. Juli 1921 auf Vorschlag des Bundesrats ernanntes Ersatzmitglied des (definitiven) VfGH Ernennung zum Mitglied am 5. Dezember 1924                                                          |
| Norbert Elsigan (1901–1976)           | 27. Juli 1966               |                           | 13. Jan. 1969                    | Ersatzmitglied (1966–1969)                                           | – |
| Friedrich Engel (1867–1941)           | 14. Feb. 1919               | Bundesrat Bundesregierung | 14. Juli 1934                    | Mitglied (1919–1934)                                                 | 1919–1921 Mitglied des provisorischen Verfassungsgerichtshofs, ab 20. Juli 1921 auf Vorschlag des Bundesrats ernanntes Mitglied des (definitiven) VfGH ab 16. Februar 1930 auf Vorschlag der Bundesregierung ernanntes Mitglied des „entpolitisierten“ VfGH            |
| Daniel Ennöckl (* 1973)               | 20. Jan. 2022               | Bundesregierung           | 31. Dez. 2043                    | Ersatzmitglied                                                       | – |
| Karl Erhart (1883–1960)               | 14. Dez. 1945               | Bundesregierung           | 1953                             | Ersatzmitglied (1945–1953)                                           | 1945/46 Ersatzmitglied des provisorischen Verfassungsgerichtshofs, ab Juni 1946 auf Vorschlag der Bundesregierung ernanntes Ersatzmitglied |
| Eduard Erler (1861–1949)              | 3. Mai 1919                 | –                         | 17. März 1920                    | Ersatzmitglied (1919–1920)                                           | 1919–1920 Ersatzmitglied des provisorischen Verfassungsgerichtshofs |
| Hermann Esser (1850–1932)             | 14. Feb. 1919               | Bundesrat                 | 15. Juli 1921                    | Mitglied (1919–1921)                                                 | 1919–1921 Mitglied des provisorischen Verfassungsgerichtshofs |
| Stephan Falser (1855–1944)            | 3. Mai 1919 13. Jun. 1922   | Bundesrat                 | 24. Apr. 1920 15. Februar 1930   | Ersatzmitglied (1919–1920) Mitglied (1922–1930)                      | 1919–1920 Ersatzmitglied des provisorischen Verfassungsgerichtshofs, ab 13. Juni 1922 auf Vorschlag des Bundesrats bestelltes Mitglied des (definitiven) VfGH |
| Felix Faschank                        | 14. Dez. 1945               | –                         | 17. Juni 1946                    | Ersatzmitglied (1945–1946)                                           | 1945/46 Ersatzmitglied des provisorischen Verfassungsgerichtshof |
| Erwin Felzmann (* 1937)               | 19. Jan. 1985               | Bundesrat                 | 31. Dez. 2007                    | Ersatzmitglied (1985–2007)                                           | – |
| Peter Fessler (1928–2023)             | 11. März 1974               | Nationalrat               | 31. Dez. 1998                    | Mitglied (1974–1998)                                                 | – |
| Georg Froehlich (1872–1939)           | 16. Feb. 1930               | Bundesregierung           | 14. Juli 1934                    | Vizepräsident (1930–1934)                                            | ab 16. Februar 1930 auf Vorschlag der Bundesregierung ernannter Vizepräsident des „entpolitisierten“ VfGH |
| Jakob Freundlich (1874–1951)          | 16. Feb. 1930               | Nationalrat               | 14. Juli 1934                    | Mitglied (1930–1934)                                                 | ab 16. Februar 1930 auf Vorschlag des Nationalrats ernanntes Mitglied des „entpolitisierten“ VfGH |
| Viktor Fuchs (1840–1921)              | 14. Feb. 1919               | Bundesrat                 | 15. Juli 1921                    | Mitglied (1919–1921)                                                 | 1919–1921 Mitglied des provisorischen Verfassungsgerichtshofs |
| Wilhelm Fundulus (1906–1986)          | 23. Juni 1954               |                           | 1959                             | Ersatzmitglied (1954–1959)                                           | – |
| Sieglinde Gahleitner (* 1965)         | 1. Jan. 2010                | Bundesrat                 | 31. Dez. 2035                    | Mitglied                                                             | Ernennung am 22. Dezember 2009 mit Wirksamkeit vom 1. Jänner 2010 |
| Ernst Ganzwohl                        | 16. Feb. 1930               | Bundesregierung           | 30. Mai 1933                     | Ersatzmitglied (1930–1933)                                           | ab 16. Februar 1930 auf Vorschlag der Bundesregierung ernanntes Ersatzmitglied des „entpolitisierten“ VfGH |
| Josef Gärtner (1888–1968)             | 18. Juni 1946               | Bundesregierung           | 31. Dez. 1958                    | Mitglied (1946–1958)                                                 | – |
| Kurt Gottlich (1932–2013)             | 1. März 1971                | Bundesregierung           | 31. Dez. 2002                    | Mitglied (1971–2002)                                                 | – |
| Christoph Grabenwarter (* 1966)       | 2. Juni 2005                | Bundesregierung           | 31. Dez. 2036                    | Mitglied (2005–2018) Vizepräsident (2018–2020) Präsident (2020–)     | Ernennung zum Vizepräsidenten am 23. Februar 2018 Ernennung zum Präsidenten am 19. Februar 2020 |
| Irmgard Griss (* 1946)                | 10. Jan. 2008               | Bundesrat                 | 31. Dez. 2016                    | Ersatzmitglied (2008–2016)                                           | – |
| Josef Gröger (1907–1996)              | 1. Jan. 1970                | Nationalrat               | 31. Dez. 1977                    | Ersatzmitglied (1969–1977)                                           | Ernennung am 15. Dezember 1969 mit Wirksamkeit vom 1. Jänner 1970 |
| Franz Gruener (1879–1953)             | 3. Mai 1919                 | –                         | 15. Juli 1921                    | Mitglied (1919–1921)                                                 | 1919–1921 Mitglied des provisorischen Verfassungsgerichtshofs |
| Herbert Haller (1940–2021)            | 1. Jan. 2003                | Bundesregierung           | 31. Dez. 2010                    | Mitglied (2003–2010)                                                 | Ernennung am 12. November 2002 mit Wirksamkeit vom 1. Jänner 2003 |
| Anton Hammerer (1891–1959)            | Juni 1946                   | Bundesregierung           | 1959                             | Ersatzmitglied (1946–1954) Mitglied (1954–1959)                      | – |
| Gustav Harpner (1864–1924)            | 14. Feb. 1919               | Bundesrat                 | 10. Apr. 1924                    | Mitglied (1919–1924)                                                 | 1919–1921 Mitglied des provisorischen Verfassungsgerichtshofs |
| Karl Hartl                            | 20. Juli 1921               | Bundesrat                 | 15. Feb. 1930                    | Mitglied (1921–1930)                                                 | – |
| Andreas Hauer (* 1965)                | 7. März 2018                | Nationalrat               | 31. Dez. 2035                    | Mitglied                                                             | – |
| Robert Hecht (1881–1938)              | 16. Feb. 1930               | Bundesregierung           | 30. Mai 1933                     | Ersatzmitglied (1930–1933)                                           | ab 16. Februar 1930 auf Vorschlag der Bundesregierung ernanntes Ersatzmitglied des „entpolitisierten“ VfGH |
| Kurt Heller (1939–2020)               | 23. Feb. 1979               | Bundesrat                 | 31. Dez. 2009                    | Mitglied (1979–2009)                                                 | – |
| Johannes Hengstschläger (* 1940)      | 28. Jan. 2008               | Bundesregierung           | 31. Dez. 2010                    | Ersatzmitglied (2008–2010)                                           | – |
| Christoph Herbst (* 1960)             | 7. Juli 2011                | Bundesrat                 | 31. Dez. 2030                    | Mitglied                                                             | – |
| Werner Hinterauer (1917–2013)         | 11. Feb. 1969               | Bundesregierung           | 31. Dez. 1987                    | Ersatzmitglied (1969–1979) Mitglied (1980–1987)                      | Ernennung zum Mitglied am 15. Dezember 1979 mit Wirksamkeit vom 1. Jänner 1980 |
| Vinzenz Hirn (1886–1960)              | Juni 1946                   | Bundesrat                 | 31. Dez. 1956                    | Mitglied (1946–1956)                                                 | – |
| Johann Hirsch (1909–1974)             | 14. Feb. 1957               | Bundesrat                 | 25. Jan. 1974                    | Mitglied (1957–1974)                                                 | – |
| Otto Hochmann (1905–1968)             | 1962                        |                           | 1968                             | Ersatzmitglied (1962–1968)                                           | – |
| Lilian Hofmeister (* 1950)            | 17. Dez. 1998               | Bundesregierung           | 31. Dez. 2020                    | Ersatzmitglied (1998–2020)                                           | – |
| Robert Höller (1888–1957)             | 14. Dez. 1945               | Bundesregierung           | 1. Dez. 1957                     | Ersatzmitglied (1945–1946) Mitglied (1946–1957)                      | 1945/46 Ersatzmitglied des provisorischen Verfassungsgerichtshofs, ab Juni 1946 auf Vorschlag der Bundesregierung ernanntes Mitglied |
| Michael Holoubek (* 1962)             | 10. Jan. 2011               | Nationalrat               | 31. Dez. 2032                    | Mitglied                                                             | – |
| Gerhart Holzinger (* 1947)            | 31. Mai 1995                | Bundesregierung           | 31. Dez. 2017                    | Mitglied (1995–2008) Präsident (2008–2017)                           | Ernennung zum Präsidenten am 1. Mai 2008 |
| Helmut Hörtenhuber (* 1959)           | 5. Juni 2008                | Bundesregierung           | 31. Dez. 2024                    | Mitglied (2008–2024)                                                 | – |
| Martin Huber (1893–1965)              | 1. Jan. 1960                |                           | 31. Dez. 1963                    | Ersatzmitglied (1959–1963)                                           | Ernennung am 17. Dezember 1959 mit Wirksamkeit vom 1. Jänner 1960 |
| Karl Hugelmann (1844–1930)            | 3. Mai 1919                 | Nationalrat               | 15. Nov. 1926                    | Ersatzmitglied (1919–1926)                                           | 1919–1920 Ersatzmitglied des provisorischen Verfassungsgerichtshofs, ab 15. Juli 1921 auf Vorschlag des Nationalrats bestelltes Ersatzmitglied des (definitiven) VfGH                                                                                                  |
| Ernst Jäger (1847–1929)               | 27. Apr. 1920               | Bundesrat                 | 1929                             | Ersatzmitglied (1920–1929)                                           | 1920–1921 Ersatzmitglied des provisorischen Verfassungsgerichtshofs, ab 20. Juli 1921 auf Vorschlag des Bundesrats bestelltes Ersatzmitglied des (definitiven) VfGH |
| Peter Jann (* 1935)                   | 13. Jan. 1978               | Bundesregierung           | 31. Jan. 1995                    | Mitglied (1978–1995)                                                 | – |
| Angela Julcher (* 1973)               | 5. Okt. 2015                | Nationalrat               | 31. Dez. 2043                    | Ersatzmitglied (2015–2025) Mitglied (2025–)                          | Ernennung zum Mitglied am 10. Juni 2025 |
| Claudia Kahr (* 1955)                 | 22. März 1999               | Bundesregierung           | 30. Apr. 2025                    | Mitglied (1999–2025)                                                 | – |
| Gustav Kaniak (1907–1993)             | 15. Jan. 1955               | Bundesregierung           | 31. Dez. 1977                    | Ersatzmitglied (1955–1957) Mitglied (1957–1977)                      | – |
| Gustav Keifl (1899–1987)              | 1. März 1959                | Bundesregierung           | 30. Juni 1967                    | Mitglied (1959–1967)                                                 | Ernennung am 18. Februar 1959 mit Wirksamkeit vom 1. März 1959 |
| Hans Kelsen (1881–1973)               | 3. Mai 1919                 | Nationalrat               | 15. Feb. 1930                    | Mitglied (1919–1930)                                                 | 1919–1921 Mitglied des provisorischen Verfassungsgerichtshofs, ab 15. Juli 1921 auf Vorschlag des Nationalrats ernanntes Mitglied des (definitiven) VfGH |
| Heinrich Kienberger (1934–2018)       | 5. Juni 1987                | Bundesrat                 | 31. Okt. 1995                    | Mitglied (1987–1995)                                                 | – |
| Viktor Kienböck (1873–1956)           | 14. Feb. 1919               | Nationalrat               | 20. Okt. 1926                    | Ersatzmitglied (14. Feb.–3. Mai 1919) Mitglied (1919–1926)           | 1919–1921 zunächst Ersatz-, später Mitglied des provisorischen Verfassungsgerichtshofs, ab 15. Juli 1921 auf Vorschlag des Nationalrats ernanntes Mitglied des (definitiven) VfGH                                                                                      |
| Heinrich Klang (1875–1954)            | 14. Dez. 1945               | –                         | 17. Juni 1946                    | Mitglied (1945–1946)                                                 | 1945/46 Mitglied des provisorischen Verfassungsgerichtshofs |
| Hans Klecatsky (1920–2015)            | 1. Jan. 1965                | Bundesregierung           | 1966                             | Ersatzmitglied (1964–1966)                                           | Ernennung im Dezember 1964 mit Wirksamkeit vom 1. Jänner 1965 |
| Alois Klee                            | 20. Juli 1921               | Bundesrat                 | 15. Feb. 1930                    | Mitglied (1921–1930)                                                 | – |
| Friedrich Koja (1933–1999)            | 12. Feb. 1980               | Bundesregierung           | 12. Apr. 1999                    | Ersatzmitglied (1980–1999)                                           | – |
| August Kolisko (1863–1921)            | 14. Feb. 1919               | –                         | 15. Juli 1921                    | Ersatzmitglied (1919) Mitglied (1919–1921)                           | bis 3. Mai 1919 Ersatzmitglied, ab dann Mitglied des provisorischen Verfassungsgerichtshofs |
| Karl Korinek (1940–2017)              | 2. Jan. 1978                | Bundesregierung           | 30. Apr. 2008                    | Mitglied (1978–1998) Vizepräsident (1999–2002) Präsident (2003–2008) | Ernennung zum Vizepräsidenten am 17. Dezember 1998 mit Wirksamkeit vom 1. Jänner 1999 Ernennung zum Präsidenten am 31. Oktober 2002 mit Wirksamkeit vom 1. Jänner 2003                                                                                                 |
| Josef Korn (1903–1976)                | Juni 1946                   | Nationalrat               | 31. Dez. 1973                    | Mitglied (1946–1973)                                                 | – |
| Viktor Kritscha (1885–1963)           | 14. Dez. 1945               | –                         | 17. Juni 1946                    | Mitglied (1945–1946)                                                 | 1945/46 Mitglied des provisorischen Verfassungsgerichtshofs |
| Gabriele Kucsko-Stadlmayer (* 1955)   | 6. Juni 1995                | Nationalrat               | 2015                             | Ersatzmitglied (1995–2015)                                           | – |
| Max Kulisch (1870–1946)               | 16. Feb. 1930               | Bundesregierung           | 14. Juli 1934                    | Mitglied (1930–1934)                                                 | ab 16. Februar 1930 auf Vorschlag der Bundesregierung ernanntes Mitglied des „entpolitisierten“ VfGH |
| Johann Kurz (1886–1965)               | 18. Juni 1946               | Nationalrat               | 31. Dez. 1957                    | Ersatzmitglied (1946–1953) Mitglied (1954–1957)                      | – |
| Wilhelm Lahnsteiner (1890–1962)       | 18. Juni 1946               | Bundesregierung           | 24. März 1954                    | Mitglied (1946–1954)                                                 | – |
| Lisbeth Lass (* 1940)                 | 17. Feb. 1993               | Nationalrat               | 31. Dez. 2010                    | Ersatzmitglied (1993–1994) Mitglied (1994–2010)                      | Ernennung zum Mitglied mit 7. März 1994 |
| Max Layer (1866–1941)                 | 3. Dez. 1924                | Nationalrat               | 15. Feb. 1930                    | Mitglied (1924–1930)                                                 | – |
| Friedrich Lehne (1913–2006)           | 2. Sep. 1966                | Bundesregierung           | 31. Dez. 1983                    | Ersatzmitglied (1966–1983)                                           | Ernennung am 27. Juli 1966 mit Wirksamkeit vom 2. September 1966 |
| Barbara Leitl-Staudinger (* 1974)     | 10. Jan. 2011               | Bundesregierung           | 31. Dez. 2044                    | Ersatzmitglied                                                       | – |
| Arthur Lenhoff (1885–1965)            | 16. Feb. 1930               | Bundesrat                 | 14. Juli 1934                    | Mitglied (1930–1934)                                                 | ab 16. Februar 1930 auf Vorschlag des Bundesrats ernanntes Mitglied des „entpolitisierten“ VfGH |
| Willibald Liehr (1941–2011)           | 12. Feb. 1996               | Bundesrat                 | 31. März 2011                    | Mitglied (1996–2011)                                                 | – |
| Georg Lienbacher (* 1961)             | 10. Jan. 2011               | Bundesregierung           | 31. Dez. 2031                    | Mitglied                                                             | – |
| Hermann Linko (1914–?)                | 24. Jan. 1968               | Bundesrat                 | 31. Dez. 1984                    | Ersatzmitglied (1968–1984)                                           | – |
| Egon Loebenstein (1877–1962)          | 1. Aug. 1946                | Bundesregierung           | 31. Dez. 1949                    | Mitglied (1946–1949)                                                 | – |
| Otto Lutz (1869–1947)                 | 19. Juli 1929               | Bundesrat                 | 15. Feb. 1930                    | Ersatzmitglied (1929–1930)                                           | – |
| Rudolf Machacek (1927–2014)           | 1. Jan. 1972                | Nationalrat               | 30. Sep. 1997                    | Mitglied (1971–1997)                                                 | Ernennung am 29. Dezember 1971 mit Wirksamkeit vom 1. Jänner 1972 |
| Verena Madner (* 1965)                | 24. Apr. 2020               | Bundesregierung           | 31. Dez. 2035                    | Vizepräsidentin (2020–)                                              | – |
| Anton Mahnig (1899–1988)              | 1. Apr. 1958                | Bundesregierung           | 30. Sep. 1969                    | Ersatzmitglied (1958–1961) Vizepräsident (1961–1969)                 | Ernennung am 23. April 1958 mit Wirksamkeit vom 1. April 1958 (Rückwirkung) |
| Wilhelm Malaniuk (1906–1965)          | 17. Apr. 1959               | Bundesregierung           | 20. Dez. 1965                    | Ersatzmitglied (1959–1965)                                           | – |
| Ludwig Margreiter (1885–?)            | 14. Dez. 1945               | Bundesrat                 | 1956                             | Ersatzmitglied (1945–1954) Mitglied (1954–1956)                      | 1945/46 Ersatzmitglied des provisorischen Verfassungsgerichtshofs, ab Juni 1946 auf Vorschlag des Bundesrats ernanntes Ersatzmitglied, ab 6. November 1954 Mitglied des VfGH                                                                                           |
| Oswin Martinek (1924–1997)            | 18. Jan. 1990               | Bundesregierung           | 31. Dez. 1994                    | Ersatzmitglied (1990–1994)                                           | – |
| Friedrich Mathias                     | 16. Feb. 1930               | Bundesrat                 | 23. Mai 1933                     | Mitglied (1930–1933)                                                 | ab 16. Februar 1930 auf Vorschlag des Bundesrats ernanntes Mitglied des „entpolitisierten“ VfGH |
| Hans Georg Mayer                      | 1955                        |                           | 1966                             | Ersatzmitglied (1955–1966)                                           | – |
| Michael Mayr (1864–1922)              | 20. Juli 1921               | Bundesrat                 | 21. Mai 1922                     | Mitglied (1921–1922)                                                 | – |
| Michael Mayrhofer (* 1975)            | 11. Mai 2021                | Bundesregierung           | 31. Dez. 2045                    | Ersatzmitglied (2021) Mitglied (2021–)                               | Ernennung zum Mitglied am 22. September 2021 |
| Erwin Melichar (1913–2000)            | 22. Feb. 1958               | Bundesregierung           | 31. Dez. 1983                    | Mitglied (1958–1977) Präsident (1977–1983)                           | Ernennung zum Mitglied am 12. Februar 1958 mit Wirksamkeit vom 22. Februar 1958 Ernennung zum Präsidenten am 6. Oktober 1977 mit Wirksamkeit vom 10. Oktober 1977 |
| Adolf Menzel (1857–1938)              | 14. Feb. 1919               | Nationalrat               | 15. Feb. 1930                    | Vizepräsident (1919–1930)                                            | 1919–1921 Vizepräsident des provisorischen Verfassungsgerichtshofs, ab 15. Juli 1921 auf Vorschlag des Nationalrats ernannter Vizepräsident des (definitiven) VfGH |
| Siegbert Morscher (* 1939)            | 8. Jan. 1988                | Bundesregierung           | 30. Nov. 2004                    | Mitglied (1988–2004)                                                 | – |
| Fritz Moser (1892–1971)               | 1945                        | –                         | 17. Juni 1946                    | Mitglied (1945–1946)                                                 | 1945/46 Mitglied des provisorischen Verfassungsgerichtshofs |
| Rudolf Müller (* 1947)                | 31. Mai 1995                | Nationalrat               | 31. Dez. 2017                    | Ersatzmitglied (1995–1998) Mitglied (1998–2017)                      | Ernennung zum Mitglied am 5. Februar 1998 |
| Kurt Nestor                           | 1. Jan. 1955                | Bundesrat                 | 1967                             | Ersatzmitglied (1954–1967)                                           | Ernennung zum Ersatzmitglied am 6. November 1954 mit Wirksamkeit vom 1. Jänner 1955 |
| Robert Neumann-Ettenreich (1857–1926) | 14. Feb. 1919               | Nationalrat               | 26. März 1926                    | Mitglied (1919–1926)                                                 | 1919–1921 Mitglied des provisorischen Verfassungsgerichtshofs, ab 15. Juli 1921 auf Vorschlag des Nationalrates ernanntes Mitglied des (definitiven) VfGH |
| Karl Ernst Newole (1896–1968)         | 1960                        | Bundesregierung           | Juni 1961                        | Ersatzmitglied (1960–1961)                                           | – |
| Friedrich Nowakowski (1914–1987)      | 11. Dez. 1961               | Nationalrat               | 31. Dez. 1984                    | Ersatzmitglied (1961–1984)                                           | – |
| Peter Oberndorfer (1942–2024)         | 1. Jan. 1984                | Bundesregierung           | 31. Jan. 2012                    | Ersatzmitglied (1984–1987) Mitglied (1987–2012)                      | Ernennung zum Ersatzmitglied am 12. Dezember 1983 mit Wirksamkeit vom 1. Jänner 1984 Ernennung zum Mitglied am 5. Juni 1987 |
| Julius Ofner (1845–1924)              | 14. Feb. 1919               | Nationalrat               | 26. Sep. 1924                    | Mitglied (1919–1924)                                                 | 1919–1921 Mitglied des provisorischen Verfassungsgerichtshofs, ab 15. Juli 1921 auf Vorschlag der Bundesregierung ernanntes Mitglied des (definitiven) VfGH |
| Theo Öhlinger (1939–2023)             | 17. Jan. 1978               | Bundesregierung           | 6. Apr. 1989                     | Ersatzmitglied (1978–1989)                                           | Ernennung zum Ersatzmitglied am 13. Jänner 1978 mit Wirksamkeit vom 17. Jänner 1978 |
| Edmund Palla (1885–1967)              | 19. Juli 1923               | Nationalrat               | 14. Juli 1934                    | Ersatzmitglied (1923–1934)                                           | ab 16. Februar 1930 auf Vorschlag des Nationalrats ernanntes Ersatzmitglied des „entpolitisierten“ VfGH |
| Karl Pawelka (1890–1948)              | 20. Juli 1921               | Bundesrat                 | 15. Feb. 1930                    | Mitglied (1921–1930)                                                 | – |
| Stefan Perner (* 1980)                | 10. Juni 2025               | Bundesregierung           | 31. Dez. 2050                    | Mitglied                                                             | – |
| Wolfgang Pesendorfer (1949–2022)      | 22. März 1999               | Bundesregierung           | 24. Sep. 2007                    | Ersatzmitglied (1999–2007)                                           | – |
| Adolf Pilz (1877–1947)                | 16. Feb. 1930               | Bundesregierung           | 30. Mai 1933                     | Ersatzmitglied (1930–1933)                                           | ab 16. Februar 1930 auf Vorschlag der Bundesregierung ernanntes Ersatzmitglied des „entpolitisierten“ VfGH |
| Karl Piska (1928–2008)                | 14. März 1973               | Nationalrat               | 31. Dez. 1998                    | Mitglied (1973–1993) Vizepräsident (1993–1998)                       | Ernennung zum Vizepräsidenten auf Vorschlag der Bundesregierung am 21. Oktober 1993 |
| Max Platter (1885–1957)               | Juni 1946                   | Bundesrat                 | 31. Dez. 1955                    | Mitglied (1946–1955)                                                 | – |
| Georg Pockels (1864–1953)             | 16. Feb. 1930               | Bundesregierung           | 14. Juli 1934                    | Mitglied (1930–1934)                                                 | ab 16. Februar 1930 auf Vorschlag der Bundesregierung ernanntes Mitglied des „entpolitisierten“ VfGH |
| Ludwig Praxmarer                      | 16. Feb. 1930               | Nationalrat               | 23. Mai 1933                     | Ersatzmitglied (1930–1933)                                           | ab 16. Februar 1930 auf Vorschlag des Nationalrats ernanntes Ersatzmitglied des „entpolitisierten“ VfGH |
| Hermann Prey                          | 16. Feb. 1930               | Bundesrat                 | 14. Juli 1934                    | Mitglied (1930–1934)                                                 | ab 16. Februar 1930 auf Vorschlag des Bundesrats ernanntes Mitglied des „entpolitisierten“ VfGH |
| Heimgar Quell (1917–1996)             | 1. Jan. 1965                | Bundesregierung           | 31. Mai 1987                     | Mitglied (1965–1987)                                                 | Ernennung zum Mitglied am 24. Dezember 1964 mit Wirksamkeit vom 1. Jänner 1965 |
| Rudolf Ramek (1881–1941)              | 15. Juli 1921 28. Okt. 1926 | Nationalrat               | 20. Nov. 1924 15. Februar 1930   | Mitglied (1921–1924) Mitglied (1926–1930)                            | von 1924 bis 1926 Bundeskanzler und daher nicht Mitglied des Verfassungsgerichtshofs am 28. Oktober 1926 erneut zum Mitglied bestellt |
| Michael Rami (* 1968)                 | 11. Apr. 2018               | Bundesrat                 | 31. Dez. 2038                    | Mitglied                                                             | – |
| Rainer Reinöhl (1883–?)               | 1. Jan. 1950                | Bundesregierung           | 31. Dez. 1953                    | Ersatzmitglied (1950–1953)                                           | Ernennung zum Ersatzmitglied am 22. Dezember 1949 mit Wirksamkeit vom 1. Jänner 1950 |
| Kurt Ringhofer (1926–1993)            | 1. Jan. 1970                | Bundesregierung           | 14. Aug. 1993                    | Ersatzmitglied (1969) Mitglied (1970–1976) Vizepräsident (1976–1993) | Ernennung zum Mitglied am 15. Dezember 1969 mit Wirksamkeit vom 1. Jänner 1970, Ernennung zum Vizepräsidenten am 10. März 1976 |
| Dietrich Roessler (1926–2001)         | 13. Juli 1967               | Bundesrat                 | 31. Dez. 1996                    | Ersatzmitglied (1967) Mitglied (1968–1996)                           | Ernennung zum Mitglied am 29. Dezember 1967 mit Wirksamkeit vom 1. Jänner 1968 |
| Wilhelm Rosenzweig (1908–1992)        | 19. Feb. 1954               | Bundesrat                 | 31. Dez. 1978                    | Ersatzmitglied (1954–1958) Mitglied (1958–1978)                      | Ernennung zum Mitglied am 12. Februar 1958 |
| Isidor Rosner (1859–1923)             | 12. März 1920               | Nationalrat               | 12. Apr. 1923                    | Ersatzmitglied (1920–1923)                                           | 1920–1921 Ersatzmitglied des provisorischen Verfassungsgerichtshofs, ab 20. Juli 1921 auf Vorschlag des Nationalrats bestelltes Ersatzmitglied des (definitiven) VfGH                                                                                                  |
| Hans Georg Ruppe (* 1942)             | 30. Juni 1987               | Nationalrat               | 31. Dez. 2012                    | Ersatzmitglied (1987–1998) Mitglied (1998–2012)                      | Ernennung zum Mitglied am 17. Dezember 1998 |
| Walter Saulich                        | 1945                        | –                         | Mai 1946                         | Ersatzmitglied (1945–1946)                                           | 1945/46 Ersatzmitglied des provisorischen Verfassungsgerichtshofs |
| Andreas Saxer (1917–1995)             | 11. Apr. 1974               | Bundesrat                 | 31. Mai 1987                     | Mitglied (1974–1987)                                                 | Ernennung am 28. März 1974 mit Wirksamkeit vom 11. April 1974 |
| Heinz Schäffer (1941–2008)            | 23. Aug. 1999               | Bundesregierung           | 1. Dez. 2008                     | Ersatzmitglied (1999–2008)                                           | – |
| Max Scheffenegger (1883–1963)         | Mai 1946                    | Bundesrat                 | 31. Dez. 1953                    | Ersatzmitglied (1946) Mitglied (1946–1953)                           | 1946 Ersatzmitglied des provisorischen Verfassungsgerichtshofs, ab 19. August 1946 auf Vorschlag der Bundesregierung ernanntes Mitglied |
| Robert Schick (* 1959)                | 1. Jan. 1999                | Nationalrat               | 31. Dez. 2029                    | Ersatzmitglied                                                       | Ernennung am 17. Dezember 1998 mit Wirksamkeit vom 1. Jänner 1999 |
| Vitus Schmidt (1884–1971)             | 14. Dez. 1945 22. Dez. 1949 | Bundesregierung           | 17. Juni 1946 31. Dezember 1954  | Mitglied (1945–1946) Mitglied (1950–1954)                            | 1945/46 Mitglied des provisorischen Verfassungsgerichtshofs, ab 22. Dezember 1949 mit Wirksamkeit vom 1. Jänner 1950 auf Vorschlag der Bundesregierung ernanntes Mitglied                                                                                              |
| Johannes Schnizer (* 1959)            | 1. Jan. 2010                | Bundesregierung           | 31. Dez. 2029                    | Mitglied                                                             | Ernennung am 22. Dezember 2009 mit Wirksamkeit vom 1. Jänner 2010 |
| Heinrich Seydl                        | 10. Dez. 1926               | Nationalrat               | 15. Feb. 1930                    | Ersatzmitglied (1926–1930)                                           | – |
| Ingrid Siess-Scherz (* 1965)          | 20. Juni 2012               | Bundesregierung           | 31. Dez. 2035                    | Mitglied                                                             | – |
| Anton Sperl-Erhart (1894–1975)        | 1. Jan. 1959                | Bundesregierung           | 31. Dez. 1964                    | Mitglied (1959–1964)                                                 | – |
| Karl Spielbüchler (1939–2012)         | 17. März 1976               | Bundesregierung           | 31. Dez. 2009                    | Mitglied (1976–2009)                                                 | – |
| Werner Suppan (* 1963)                | 1. Feb. 2017                | Bundesrat                 | 31. Dez. 2033                    | Ersatzmitglied                                                       | – |
| Julius Sylvester (1854–1944)          | 14. Feb. 1919               | Nationalrat               | 15. Feb. 1930                    | Mitglied (1919–1930)                                                 | 1919–1921 Mitglied des provisorischen Verfassungsgerichtshofs, ab 15. Juli 1921 auf Vorschlag des Nationalrats ernanntes Mitglied des (definitiven) VfGH |
| Gustav Teicht (* 1928)                | 20. Feb. 1980               | Nationalrat               | 31. Dez. 1998                    | Ersatzmitglied (1980–1998)                                           | – |
| Rudolf Trummer (1890–1954)            | Aug. 1946                   | Nationalrat               | 17. Sep. 1954                    | Mitglied (1946–1954)                                                 | – |
| Ignaz Tschurtschenthaler (1890–1954)  | 1953                        |                           | 16. Dez. 1954                    | Ersatzmitglied (1953–1954)                                           | – |
| Waldemar Unger (1881–1961)            | Aug. 1946                   | Nationalrat               | 1952                             | Ersatzmitglied (1946–1952)                                           | – |
| Edwin Vejborny (1903–1972)            | 15. Feb. 1956               | Nationalrat               | 13. Feb. 1972                    | Mitglied (1956–1972)                                                 | – |
| Alfred Verdross (1890–1980)           | 10. Dez. 1926               | Nationalrat               | 15. Feb. 1930                    | Ersatzmitglied (1926–1930)                                           | – |
| Paul Vittorelli (1851–1932)           | 14. Feb. 1919               | Nationalrat               | 15. Feb. 1930                    | Präsident (1919–1930)                                                | 1919–1921 Präsident des provisorischen Verfassungsgerichtshofs, ab 15. Juli 1921 auf Vorschlag des Nationalrats ernannter Präsident des (definitiven) VfGH |
| Gustav Walker (1868–1944)             | 16. Feb. 1930               | Bundesregierung           | 14. Juli 1934                    | Mitglied (1930–1934)                                                 | ab 16. Februar 1930 auf Vorschlag der Bundesregierung ernanntes Mitglied des „entpolitisierten“ VfGH |
| Adolf Wanschura                       | 13. Juli 1926               | Nationalrat               | 23. Mai 1933                     | Mitglied (1926–1933)                                                 | ab 16. Februar 1930 auf Vorschlag des Nationalrats ernanntes Mitglied des „entpolitisierten“ VfGH |
| Armin Wechner (1910–1992)             | 17. Aug. 1967               | Bundesregierung           | 31. Aug. 1979                    | Mitglied (1967–1979)                                                 | – |
| Leopold Werner (1905–1977)            | 14. Apr. 1954               | Bundesregierung           | 31. Dez. 1975                    | Ersatzmitglied (1954) Mitglied (1955–1969) Vizepräsident (1969–1975) | Ernennung zum Mitglied am 4. Dezember 1954 mit Wirksamkeit vom 1. Jänner 1955, Ernennung zum Vizepräsidenten am 16. Juli 1969 mit Wirksamkeit vom 1. Oktober 1969 |
| Norbert Wimmer (* 1942)               | 4. Jan. 1985                | Nationalrat               | 9. Nov. 1992                     | Ersatzmitglied (1985–1992)                                           | – |
| Fritz Winter (1876–1920)              | 3. Mai 1919                 | –                         | 22. Jan. 1920                    | Ersatzmitglied (1919–1920)                                           | 1919–1920 Ersatzmitglied des provisorischen Verfassungsgerichtshofs |
| Franz Wlcek (1878–1964)               | Juni 1946                   | Bundesregierung           | 31. Dez. 1949                    | Ersatzmitglied (1946–1949)                                           | – |
| Karl Wolff (1890–1963)                | Juni 1946                   | Bundesregierung           | 31. Dez. 1960                    | Mitglied (1946–1958) Vizepräsident (1958–1960)                       | Ernennung zum Vizepräsidenten am 12. Februar 1958 |
| Hermann Zeissl (1888–1967)            | 1956                        |                           | 1958                             | Ersatzmitglied (1956–1958)                                           | – |
| Gustav Zigeuner (1886–1979)           | Juni 1946                   | Bundesregierung           | 31. Dez. 1957                    | Vizepräsident (1946–1956) Präsident (1956–1957)                      | Ernennung zum Präsidenten am 14. Jänner 1956 mit Wirksamkeit vom 1. Februar 1956 |

## Liste der Präsidenten des VfGH
Diese Liste umfasst alle Präsidenten des Verfassungsgerichtshofs seit dessen Gründung im Jahr 1919 in chronologischer Reihenfolge. Von 1934 bis 1945 existierte der österreichische Verfassungsgerichtshof und damit auch das Amt des Präsidenten nicht, weshalb dieser Zeitraum in der Liste grau hinterlegt ist.
| Name                                           | Bestellung als Präsident | Ausscheiden aus dem Amt | Anmerkungen                                                    |
| ---------------------------------------------- | ------------------------ | ----------------------- | -------------------------------------------------------------- |
| Paul Vittorelli                                | 14. Feb. 1919            | 15. Feb. 1930           | 1919–1921 Präsident des provisorischen Verfassungsgerichtshofs |
| Ernst Durig                                    | 16. Feb. 1930            | 14. Juli 1934           | Präsident des „entpolitisierten“ Verfassungsgerichtshofs       |
| Verfassungsgerichtshof von 1934–1945 aufgelöst |                          |                         |                                                                |
| Ernst Durig                                    | 14. Dez. 1945            | 17. Juni 1946           | Präsident des provisorischen Verfassungsgerichtshofs           |
| Ludwig Adamovich sen.                          | Juni 1946                | 23. Sep. 1955           |                                                                |
| Gustav Zigeuner                                | 1. Feb. 1956             | 31. Dez. 1957           |                                                                |
| Walter Antoniolli                              | 12. Feb. 1958            | 3. Okt. 1977            |                                                                |
| Erwin Melichar                                 | 10. Okt. 1977            | 31. Dez. 1983           |                                                                |
| Ludwig Adamovich jun.                          | 1. Jan. 1984             | 31. Dez. 2002           |                                                                |
| Karl Korinek                                   | 1. Jan. 2003             | 30. Apr. 2008           |                                                                |
| Gerhart Holzinger                              | 1. Mai 2008              | 31. Dez. 2017           |                                                                |
| Brigitte Bierlein                              | 23. Feb. 2018            | 2. Juni 2019            |                                                                |
| Christoph Grabenwarter                         | 19. Feb. 2020            |                         |                                                                |

## Zeitleiste der Mitglieder seit 1946
Die nachfolgende Zeitleiste gibt Auskunft über die Nachfolge der Mitglieder des Verfassungsgerichtshofs und von wem diese jeweils als Verfassungsrichter vorgeschlagen wurden. Anhand der Ernennungs- und Ausscheidensdaten sowie des jeweiligen Vorschlags auf den die Mitglieder bestellt wurden, lässt sich diese Abfolge nachvollziehen. Die Abfolgenleiste beginnt erst im Jahr 1946, da beim 1945/46 amtierenden provisorischen Verfassungsgerichtshof keine Vorschläge zur Bestellung der Mitglieder führten und daher nicht nachvollzogen werden kann, welches Mitglied genau welchem anderen Mitglied nachgefolgt ist. Aus demselben Grund, nämlich der fehlenden Nachvollziehbarkeit der genauen Nachfolge, sind auch die Mitglieder des Verfassungsgerichtshofs der Ersten Republik in der Zeit von 1919 bis 1934 nicht in der grafischen Darstellung enthalten.
- BReg1–6: Mitglieder, die auf Vorschlag der Bundesregierung ernannt wurden.
- NR1–3: Mitglieder, die auf Vorschlag des Nationalrats ernannt wurden.
- BR1–3: Mitglieder, die auf Vorschlag des Bundesrats ernannt wurden.